# I Called Him Morgan
Pour plus de détails, voir Fiche technique et Distribution.
I Called Him Morgan est un documentaire suédo-américain de 2016, écrit et réalisé par Kasper Collin, sur la vie du trompettiste jazz Lee Morgan, décédé assassiné par sa femme à l'âge de 33 ans. 

## Sortie
Il a été présenté pour la première fois hors compétition à la Mostra de Venise 2016, après avoir été présenté au MeetMarket 2012 au Doc/Fest. Après le festival de Venise, il a été projeté au Festival du film de Telluride, au Festival international du film de Toronto,,,,, au Festival du film de New York,, et au Festival du film de Londres.

## Réception et critiques
Après le festival de Toronto, Vox.com a qualifié le film d'« Imminent lauréat à l'Oscar récompensant le meilleur long métrage documentaire ».
Le New Yorker a qualifié ce documentaire, aux côtés de Moonlight et de The Hedonists, de coup d'éclat.
I Called Him Morgan a eu sa première en salle aux États-Unis le 24 mars 2017. La première en Suède a eu lieu le 31 mars, au Canada le 7 avril et au Royaume-Uni le 28 juillet. Dans sa critique du New York Times, AO Scott a décrit le film comme un « drame humain délicat sur l'amour, l'ambition et la gloire de la musique ». Kenneth Turan, critique du Los Angeles Times, a déclaré qu'« en tant que pépite d'époque retrouvée  et illuminée, I Called Him Morgan a peu de concurrents ». Dans le Wall Street Journal, le critique de cinéma Joe Morgenstern a écrit dans ses colonnes que « Les musiciens paraphrasent parfois Debussy, ou l'un et l'autre, en disant que la musique est le silence entre les notes. I Called Him Morgan a tout ce qu'il faut : les notes et le silence, plus la musique de la langue parlée, le tout présenté dans des tons pleins de tristesse et de recueillement ».
Le 1er juillet 2017, Metacritic a annoncé que le film était le mieux noté du premier semestre 2017. À partir du 1er octobre 2017, I Called Him Morgan figurait au troisième rang des films les mieux notés de l'année.
Le site d'évaluation de films Rotten Tomatoes attribue au film une note de 95% et une mention « Certifié frais », fondée sur un total de 44 critiques, le décrivant comme « un hommage séduisant à la passion jazz de son sujet ainsi qu'un regard profond sur une relation condamnée par le destin ».
La liste des meilleurs documentaires de 2017 du magazine Esquire a placé I Called Him Morgan en son sommet. Le film figurait également parmi les meilleurs classements de la mi-année dans le Los Angeles Times, The Playlist, Thrillist et Paste Magazine.
I Called Him Morgan inclut les témoignages et interventions de Wayne Shorter, Jymie Merritt, Billy Harper, Judith Johnson, Bennie Maupin, Larry Ridley, Paul West, Larry Thomas Reni, Al Harrison, Charli Persip et Albert "Tootie" Heath.
Le 24 juillet 2017, la première du film sur Netflix a eu lieu dans le monde entier, sauf au Royaume-Uni et en Suède. La première britannique n'a eu lieu que le 8 août 2017.
I Called Him Morgan est le deuxième long métrage documentaire du réalisateur Kasper Collin, dont le premier est My Name is Albert Ayler.